# Чернобаевская сельская община
Чернобаевская сельская община (укр. Чорнобаївська сільська громада) — территориальная община в Херсонском районе Херсонской области Украины. Создана в ходе административно-территориальной реформы в 2017 году на территории упразднённого Белозёрского района путём объединения Чернобаевского, Петровского, Киселёвского, Посад-Покровского сельских советов. Всего община включает 9 сёл и 1 посёлок. Своё название община получила от названия административного центра, где размещены органы власти — село Чернобаевка.
Население общины на момент создания составляло 14 943 человека, площадь общины 241,9 км².

## Населённые пункты
В состав общины входят сёла Чернобаевка — 9275 жителей, Крутой Яр — 201 житель, Благодатное — 1023 жителей, Киселёвка — 2494 жителей, Барвинок — 127 жителей, Зелёный Гай — 145 жителей, Клапая — 189 жителей, Солдатское — 139 жителей, Посад-Покровское — 2349 жителей и посёлок Копани — 42 жителя.

## История общины
В июле 2020 года Белозёрский район в результате административно-территориальной реформы был упразднён и община была отнесена к Херсонскому району.
С февраля 2022 года территория общины стала ареной активных боевых действий русско-украинской войны.